# Kazimierz Sterling

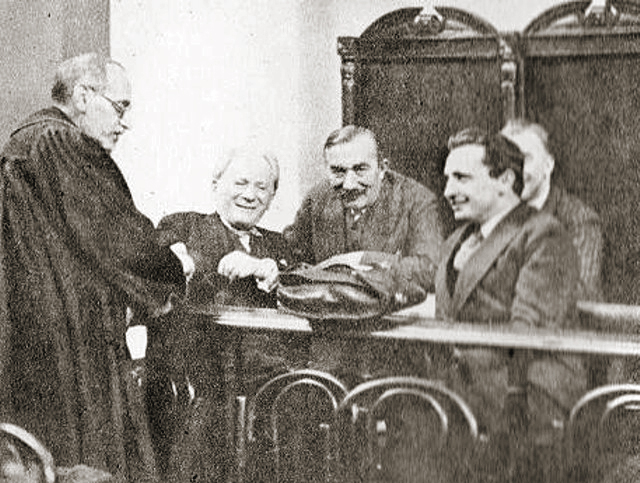
Podczas przerwy procesu brzeskiego stoi adwokat Sterling, siedzą od lewej: Herman Lieberman, Wincenty Witos, Stanisław Dubois, Kazimierz Bagiński

Kazimierz Sterling (ur. 1875 w Warszawie, zm. 26 kwietnia 1933 tamże) – polski adwokat, literat i krytyk literacki pochodzenia żydowskiego.

## Życiorys
Urodził się w Warszawie w rodzinie żydowskiej, jako syn Leopolda i Emmy z domu Kornfeld (Korenfeld; 1852–1922). Jego młodszym bratem był Władysław Sterling (1877–1943), stryjecznymi braćmi byli Seweryn (1864–1932) i Mieczysław. Opowiadał się za asymilacją ludności żydowskiej w społeczeństwie polskim.
Z wykształcenia był prawnikiem, pracował jako adwokat. Bronił w głośnej sprawie Bogdana Jaxa-Ronikiera. Zajmował się także krytyką literacką. Pod pseudonimem Car publikował w Niwie, Przeglądzie Tygodniowym, Głosie i Izraelicie. Opublikował dwa dramaty Binom i Wieczór sobotni.
Jest pochowany na cmentarzu żydowskim przy ulicy Okopowej w Warszawie (kwatera 24, rząd 2).